# Niederer Dachstein
Niederer Dachstein är ett berg i Österrike.   Det ligger i distriktet Gmunden och förbundslandet Oberösterreich, i den centrala delen av landet, 220 km väster om huvudstaden Wien. Toppen på Niederer Dachstein är 2 518 meter över havet. Niederer Dachstein ingår i Dachstein.
Terrängen runt Niederer Dachstein är bergig norrut, men söderut är den kuperad. Närmaste större samhälle är Schladming, 12,0 km sydost om Niederer Dachstein. 
Trakten runt Niederer Dachstein består i huvudsak av gräsmarker. Runt Niederer Dachstein är det ganska glesbefolkat, med 25 invånare per kvadratkilometer.